# اویماآغاچ (مرزیفون)
اویماآغاچ (به ترکی استانبولی: Oymaağaç) یک منطقهٔ مسکونی در ترکیه است که در مرزیفون واقع شده‌است.